# 팜 로얄: 신분 상승의 사다리
《팜 로얄: 신분 상승의 사다리》(영어: Palm Royale)는 애플 TV+에서 2024년 3월부터 방영된 미국의 코미디 시대극 드라마이다.